# III. Gundomar burgund király
III. Gundomar, más írásmóddal Godomart (? – 532?) burgund király 524-től 532-ig.
Zsigmond utódjának öccsét, Gundomart választották meg a burgundok, aki összegyűjtve híveit és ellenállásra készült. A frankok a keleti gótokat hívták segítségűl és Theuderich, ártatlan unokáját megbosszulandó, készséggel bontott zászlót. Véseronce mellett ütköztek meg az egyesült hadak a burgundokkal (524-ben) s a véres ütközetben, melyben Chlodomer elesett, Gundomarnak kedvezett a szerencse. A frankok kénytelenek voltak vele békére lépni s meghagyták őt uradalmában. Nyolc évig nyugtot is hagytak neki; de már 532-ben Chlothar és Childebert, két egytestvér, újra betörtek Burgundba s Autunt ostrom alá fogták. Gundomar összes haderejével a város fölmentésére sietett; megütközött a frankokkal, de ezúttal szerencsétlenül. A harc forgatagában ő maga is eltűnt; országát a frankok teljesen leigázták és 534-ben a két győző felosztotta egymás közt.